# Observatori de Biurakan
L'Observatori de Biurakan, també conegut com a Observatori Astrofísic de Biurakan (nom original en idioma armeni: Բյուրականի աստղադիտարան, Biurakaní astkhaditaran) és propietat i està operat per l'Acadèmia Nacional de Ciències d'Armènia. Està situat en el pendent d'Aragats, prop de la localitat de Biurakan, a Armènia.

## Història
Fundat en 1946 per Víktor Ambartsumian, va ser un dels principals centres d'astronomia de la Unió Soviètica. Els edificis van ser dissenyats per l'arquitecte Samvel Safarian. L'hotel, l'edifici central i les estructures estan dedicats a les activitats astronòmiques que desenvolupa l'observatori. L'observatori ha descobert cúmuls especials d'associacions estel·lars (en 1947), més de 1.000 estels fulgurants, dotzenes de supernoves, centenars d'objectes de Herbig-Haro i nebuloses cometàies, i centenars de galàxies. Després de la ruptura de la Unió Soviètica, l'observatori va caure en temps difícils.
El novembre de 1951 es va celebrar la primera conferència en l'observatori sobre el tema de les associacions estel·lars, i el 19 de setembre de 1956 es va dur a terme una important reunió sobre estels no estables. Ha estat seu de dues conferències principals sobre el SETI, i és reconegut com el centre regional de recerques astronòmiques.
Entre els seus directors figuren V. A. Ambartsumian fins a 1988, E.ye. Khachikian fins a 1993, H.A. Harutyunian de 1993 a 1994, i A.R. Petrosian de 1994 a 1999. Khachikian va tornar com a director entre 1999 i 2003; i Harutyunian també va tornar posteriorment.

## Equip
El telescopi principal de l'Observatori de Biurakan és un reflector Cassegrain de 2.6 m, juntament amb dues càmeres d'Schmidt d'1 i 0.5 m, així com altres telescopis més petits.

## Resultats
La Primera Presa de Dades Sistemàtica des de Biurakan va començar en 1965 amb la Càmera de Schmidt. Va revelar 1500 galàxies amb un excés ultraviolat, conegudes com a galàxies de Markarian. Aquestes galàxies es denominen "Markarian" o "Mrk" seguides d'un nombre, per exemple Mrk 501.
La Segona, desenvolupada entre 1974 i 1991, va buscar galàxies amb excés en la línia d'emissió ultraviolada, i va localitzar quàsars.